# ادا (ویرجینیای غربی)
ادا، غرب ویرجینیا (به انگلیسی: Ada, West Virginia) در ایالات متحده آمریکا است که در ویرجینیای غربی واقع شده‌است.

## خصوصیات
ادا ۶۹۴٫۹۵ متر بالاتر از سطح دریا واقع شده‌است.